# Abeytas, Novi Meksiko
Abeytas je popisom određeno mjesto u okrugu Socorru u američkoj saveznoj državi Novom Meksiku. 

## Zemljopis
Zemljopisni položaj je 34°28′03″N 106°48′41″W / 34.46750°N 106.81139°W. Prema Uredu SAD-a za popis stanovništva, zauzima 3,19 km2 površine, sve suhozemne.

## Stanovništvo
Prema podatcima popisa 2010. ovdje je bilo 56 stanovnika, 24 kućanstva od čega 15 obiteljskih, a stanovništvo po rasi bili su 82,1% bijelci, 0,0% "crnci ili afroamerikanci", 0,0% "američki Indijanci i aljaskanski domorodci", 0,0% Azijci, 0,0% "domorodački Havajci i ostali tihooceanski otočani", 16,1% ostalih rasa, 1,8% dviju ili više rasa. Hispanoamerikanaca i Latinoamerikanaca svih rasa bilo je 58,9%.